# Aleurotrachelus duplicatus
Aleurotrachelus duplicatus là một loài côn trùng cánh nửa trong họ Aleyrodidae, phân họ Aleyrodinae.
Aleurotrachelus duplicatus được Bink-Moenen miêu tả khoa học đầu tiên năm 1983.